# Tjärasfalt
Tjärasfalt eller PAH-asfalt är en asfaltbetong innehållande stenkolstjära. Ett näraliggande fackuttryck är även tjärballast och tjärmakadam som i vägkropp ligger närmast under asfalten.
Asfaltbetong består bland annat av sand- och grusfraktioner som binds samman av ett bindemedel. I asfaltbetong lagd före 1973 användes i många fall stenkolstjära som bindemedel. Stenkolstjäran innehåller PAH (polycykliska aromatiska kolväten). Flera PAH är cancerogena och påverkar människor, djur och natur. Efter 1973 används istället bitumen som bindemedel.
Cirka en procent av Sveriges yta är hårdgjord eller asfalterad,
i form av vägar, gator, torg, parkeringar med mera. Betydande delar av vägnätet är asfalterat före 1973 vilket innebär att mycket tjärasfalt finns kvar.
Enligt rekommendationer från Vägverket tillsammans med städerna Malmö, Göteborg och Stockholm kan tjärasfalt under vissa halter ligga kvar i vägkroppen. Riktlinjer för asfalt med olika halter av PAH16, mätta i enhet mg/kg eller synonyma enheten ppm (Parts per million):
- < 70 mg/kg TS: Användas fritt i bärlager och slitlager utan anmälan till tillsynsmyndighet (kommunens miljökontor),
- 70-300 mg/kg TS: Återanvändning i bärlager under tätt slitlager,
- 300-1000 mg/kg TS: Begränsad återanvändning. Ej i känsliga områden t.ex. vattenskyddsområden.
- >1000 mg/kg TS: Är farligt avfall och ska omhändertas på särskild behandlingsanläggning med tillstånd. [3]

Asfalt med PAH-halt över 70 mg/kg klassas av Trafikverket som tjärasfalt. Vid påträffande av tjärasfalt ska enligt Miljöbalken 10 kap 11§ anmälan ske till tillsynsmyndigheten, dvs till kommunens Miljökontor. 
Miljönämnden i Malmö Stad beslöt i maj 2010 att upphäva sitt beslut rörande tjärasfalt och hänvisar i stället till Naturvårdsverket, som anför att gränsen för farligt avfall går vid 300 mg/kg TS.

## Hantering av tjärasfalt
Tjärasfalten kan enklast identifieras genom lukten, särskilt om provet värms upp, då det luktar tjära. Vid bedömning om förekomst och halter skall provtagning och analys hos ackrediterat labb ske. Som vägledning på byggarbetsplatser utförs så kallade sprayprover, men dessa kan inte med säkerhet detektera halter kring 70 PPM. Tjärasfalt som grävts upp är enligt avfallsförordningen ett avfall och ska omhändertas på särskilda mottagningsanläggningar med speciella tillstånd. Stor mängd tjärasfalt deponeras fortfarande i Sverige. Asfaltverk, fyllnadstippar och motsvarande anläggningar som tar hand om "vanlig" asfalt har inte tillstånd att omhänderta tjärasfalten.